# Perryville (Maryland)
Pour les articles homonymes, voir Perryville.
La ville de Perryville est située dans le comté de Cecil, dans l’État du Maryland, aux États-Unis. Sa population s’élevait à 4 361 habitants lors du recensement de 2010, estimée à 4 413 habitants en 2017.

## Démographie
| Groupe            | Perryville | Maryland | États-Unis |
| ----------------- | ---------- | -------- | ---------- |
| Blancs            | 84,6       | 58,2     | 72,4       |
| Afro-Américains   | 9,6        | 29,4     | 12,6       |
| Asiatiques        | 1,3        | 5,5      | 4,8        |
| Autres            | 1,1        | 3,6      | 6,2        |
| Métis             | 1,0        | 2,9      | 2,9        |
| Amérindiens       | 0,4        | 0,4      | 0,9        |
| Total             | 100        | 100      | 100        |
|                   |            |          |            |
| Latino-Américains | 4,2        | 8,1      | 16,7       |

Selon l'American Community Survey, pour la période 2011-2015, 90,25 % de la population âgée de plus de 5 ans déclare parler anglais à la maison, alors que 6,01 % déclare parler l'espagnol, 1,51 % le tagalog, 0,84 % une langue chinoise, 0,62 % le coréen, 0,57 % l'hébreu et 0,19 % une autre langue.

## Source
- (en) Cet article est partiellement ou en totalité issu de l’article de Wikipédia en anglais intitulé « Perryville, Maryland » (voir la liste des auteurs).

1. ↑  (en) « Perryville, MD Population - Census 2010 and 2000 », sur censusviewer.com (consulté le 2 mars 2016).
2. ↑  (en) « Population of Maryland - Census 2010 and 2000 », sur censusviewer.com (consulté le 2 mars 2016).
3. ↑  (en) « Language spoken at home by ability to speak english for the population 5 years and over », sur factfinder.census.gov.